# Kammarorkester
En kammarorkester eller sinfonietta är en orkester av den mindre storleken. Det är inte ovanligt att en stråkorkester kallas kammarorkester, men ofta finns även en blåsinstrumentsektion och pukor. En kammarorkester kan alltså vara en mindre symfoniorkester. På grund av den mindre storleken är kammarorkestrar väl lämpade att spela wienklassicistisk musik.
Sverige har några professionella kammarorkestrar, såsom Nordiska Kammarorkestern (Sundsvall) Västerås Sinfonietta, Svenska Kammarorkestern (Örebro), Camerata Nordica, DalaSinfoniettan, Musica Vitae, Norrbottens Kammarorkester, Wermland Operas orkester och Uppsala Kammarorkester.

## Sinfoniettor i Sverige
- Dalasinfoniettan
- Gotlands sinfonietta
- Jämtlands sinfonietta
- Malmö Sinfonietta
- Västerås Sinfonietta
- Musica Vitae (Växjö)
- Jönköpings Sinfonietta
- Wermland Operas orkester